# Desmapsamma
Desmapsamma is een geslacht van sponsdieren uit de klasse van de Demospongiae (gewone sponzen).

## Soorten
- Desmapsamma anchorata (Carter, 1882)
- Desmapsamma turbo (Carter, 1885)
- Desmapsamma vervoorti van Soest, 1998